# Blachownia
Blachownia è un comune urbano-rurale polacco del distretto di Częstochowa, nel voivodato della Slesia.
Ricopre una superficie di 67,21 km² e nel 2004 contava 13 383 abitanti.